# Златни дани (ТВ серија)
Златни дани  је српска ТВ серија из 2020. године.
Током 2021. године се емитовала на Суперстар ТВ.

## Синопсис
Радња је смештена у данашњи Београд и прати млади пар који, после неуспелих бракова и после само 48 сати познанства, почиње да ствара породицу.
Обоје из претходних бракова и таман кад почињу заједнички живот, у њихове животе улази бројна фамилија, комшије и пријатељи који са својим проблемима, емоцијама и догодовштинама показују да живот увек има и своју духовиту страну. Управо, тај хумор чини ову причу искреном.

## Улоге
| Глумац                    | Улога                      |
| ------------------------- | -------------------------- |
| Андрија Кузмановић        | Драгослав (Лале)           |
| Тамара Крцуновић          | Марија (Маца)              |
| Милутин Караџић           | Таса                       |
| Александар Радојичић      | Змија                      |
| Снежана Савић             | Сека                       |
| Душанка Стојановић Глид   | Драгослава                 |
| Урош Јаковљевић           | Сава                       |
| Милица Башић              | Милица                     |
| Амар Ћоровић              | Филип                      |
| Младен Совиљ              | комшија Гугл               |
| Маја Шиповац              | Кнедлица                   |
| Јана Милосављевић         | Зека                       |
| Бранко Јанковић           | Драгомир                   |
| Борка Томовић             | Сања                       |
| Милош Ђорђевић            | Николас Петронијевић Охоро |
| Софија Јуричан            | Марина                     |
| Феђа Стојановић           | поштар                     |
| Љиљана Стјепановић        | тетка Баца                 |
| Марко Живић               |                            |
| Младен Андрејевић         | Дракче                     |
| Ева Рас                   | Зина                       |
| Филип Хајдуковић          | Филипов друг               |
| Драган Драги Петровић     | Неле                       |
| Милош Влалукин            | Ушке                       |
| Ана Лечић                 |                            |
| Никола Вујовић            |                            |
| Милица Стефановић         | докторка                   |
| Иван Ђорђевић             | лопов у црном оделу 1      |
| Милан Громилић            | лопов у црном оделу 2      |
| Маја Колунџија            | власница фризерског салона |
| Млађан Црквењаш           | Службеник                  |
| Синиша Максимовић         |                            |
| Светлана Сретеновић       |                            |
| Јована Крстић             |                            |
| Марко Мишчевић            |                            |
| Арсеније Тубић            |                            |
| Марија Кашћелан           |                            |
| Драгица Ракочевић         |                            |
| Александар Меда Јовановић |                            |
| Стефан Урош Тесић         |                            |
| Стеван Мрђеновић          |                            |
| Занг Хиаоуј               |                            |